# 1980年欧洲超级杯
1980年欧洲超级杯由1979–80年欧洲冠军杯冠军诺丁汉森林对阵1979–80年歐洲盃賽冠軍盃冠军巴伦西亚，最终两队总比分战成2-2，巴伦西亚依靠客场进球优势夺冠。